# Michal Tkáč
Michal Tkáč (4. května 1931, Mestisko – 15. srpna 2008, Český Krumlov) byl český římskokatolický kněz a čestný kanovník Katedrální kapituly u sv. Mikuláše v Českých Budějovicích.

## Život
P. Michal Tkáč se narodil v Mestisku na východním Slovensku a vyučil se zedníkem. Řemeslo vykonával po vojně. Maturoval v roce 1958 a poté nastoupil za českobudějovickou diecézi na litoměřickou teologickou fakultu. Vysvěcen na kněze byl 23. června 1963 v Litoměřicích.
V roce 1970 nastoupil na farnost ve Frymburku z pověření biskupa Josefa Hloucha, kde působil do roku 2008. Spravoval také několik dalších farností v Jižních Čechách: Černá v Pošumaví, Horní Planá, Hodňov, Přední Výtoň, Slavkov, Svéraz, Světlík, Zvonková a Svatý Tomáš. Zasloužil se o opravu celkem deseti kostelů. Svépomocí začal po svém nástupu na farnost ve Frymburku opravovat kostel sv. Bartoloměje. V roce 1976 byla provedena generální oprava kostela Neposkvrněného Početí Panny Marie v Černé v Pošumaví. O rok později se podařilo opravit i interiér kostela. Po vichřici v roce 1981 bylo třeba opravit děkanský kostel sv. Markéty v Horní Plané a kostel v Černé v Pošumaví. V červnu 1996 byla dokončena oprava kaple v Radslavi a Michal Tkáč se účastnil jejího vysvěcení.
Během 90. let mu byly postupně amputovány obě nohy, i přes vážnou nemoc však dál vykonával kněžskou činnost. Mezi jeho nezrealizované plány patřila výstavba kostela v Lipně nad Vltavou, který měl být zasvěcen rodákovi z Prachatic sv. Janu N. Neumannovi.
V roce 2000 byl jmenován čestným kanovníkem Katedrální kapituly u sv. Mikuláše v Českých Budějovicích.
V roce 2008 spolu s dalšími osmi kanovníky obdržel od hejtmana Jana Zahradníka Pamětní medaili Jihočeského kraje za svoji dlouholetou službu.
Michal Tkáč je pohřben v kněžském hrobu na hřbitově u sv. Otýlie v Českých Budějovicích.